# Youssef Badawy
Youssef Badawy (in arabo يوسف بدوي‎?; 6 agosto 2001) è un karateka egiziano.
Ha vinto la medaglia d'oro nel kumite 84 kg maschile ai Campionati Mondiali di Karate 2021 tenutisi a Dubai, negli Emirati Arabi Uniti. Nel 2019 ha vinto la medaglia di bronzo nel kumite 84 kg maschile ai Campionati Mondiali Cadetti, Junior e Under 21 in Cile.

## [3]Riferimenti
1. ↑   Liam Morgan, Kiyuna makes history as Olympic gold medallists retain titles at Karate World Championships, in InsideTheGames.biz, 20 November 2021. URL consultato il 20 November 2021.
2. ↑  (ES) Javier Zamorano, Fabián Huaiquimán logró segundo lugar en el Mundial de Karate en Dubái, in BioBioChile, 20 November 2021. URL consultato il 20 November 2021.
3. ↑  (FR) Copia archiviata, su africafootunited.com. URL consultato il 25 marzo 2022 (archiviato dall'url originale il 25 marzo 2022).